# Método de Ritz
El método de Ritz es un método directo para hallar una solución aproximada a los problema de condición de frontera. El método recibe su nombre en honor a Walther Ritz.
En el ámbito de la mecánica cuántica, un sistema de partículas puede ser descrito por medio de un funcional de energía o Hamiltoniano, que representa la energía de cualquier configuración de dichas partículas. Algunas configuraciones en particular resultan ser más probables que otras, y ello está relacionado con el análisis de autovalores y autovectores del sistema Hamiltoniano. En general no es posible analizar las infinitas configuraciones de partículas para hallar cuál es la que implica la menor cantidad de energía. Un método para tratar de resolver este problema consiste en aproximar el Hamiltoniano con el fin de realizar cálculos numéricos. El método de Ritz sirve para este propósito. En lenguaje matemático, el método de Ritz es un método de elementos finitos utilizado para calcular los autovectores y autovalores de un sistema Hamiltoniano.

## Procedimiento
El método de ritz consiste en plantear una función prueba que cumpla las condiciones geométricas del problema. Es decir, que cumpla con las condiciones de borde (o frontera) del problema.
Se genera una función que llamamos funcional, que va a depender del caso que se analice.
Se procede luego a la minimización del funcional a partir del planteo del sistema de ecuaciones que sale de plantear la condición necesaria de mínimo. Es decir se deriva respecto de cada variable de estado y se iguala a 0.